# Thác Trinh Nữ
Thác Trinh Nữ là một thác nước trên dòng sông Krông Nô - một phụ lưu của sông Srêpốk, thuộc huyện Cư Jút, tỉnh Đăk Nông. Sông Krông Nô là ranh giới tỉnh Đăk Nông với tỉnh Đắk Lắk.

## Địa điểm
Thác nằm cách trung tâm huyện Cư Jút khoảng 3 km, và cách thành phố Buôn Ma Thuột khoảng 20 km theo quốc lộ 14.
Hiện thác đang được công ty Du lịch Đắk Lắk tổ chức khai thác với nhiều các dịch vụ du lịch đa dạng kèm theo.

## Về tên thác
Tương truyền rằng cái tên của thác "Trinh Nữ" được bắt nguồn từ một câu chuyện dân gian kể về tình yêu của một thiếu nữ bản địa. Vì tình yêu trắc trở, cô đã gieo mình xuống dòng nước để giữ trọn tình yêu. Cảm động trước hành động của cô gái, người dân quanh vùng đã đặt tên thác là "Trinh Nữ".
Cũng có một huyền thoại khác là hàng năm đều có một cô gái chết đuối ở đây và người ta chiêm nghiệm thấy rất đúng (Thực chất do đây là một đoạn sông rất nguy hiểm, những tảng đá lớn và dòng sông chảy xiết làm nên nét riêng của thác chính là những cái bẫy chết người khiến hàng năm ở đây đều có người chết đuối).

## Đặc điểm
Thác Trinh Nữ không phải là một thác đẹp do không có dòng thác đổ từ trên cao xuống vì thực chất đây chỉ là một ghềnh sông có dòng chảy tương đối hiền hòa vào mùa khô nhưng thật hung dữ vào mùa mưa Tây nguyên. Thác rất đặc biệt với những tảng đá bazan dạng cột to lớn màu đen có tuổi địa chất từ 2 đến 5 triệu năm giữa dòng sông hoặc nhô ra từ bờ. Hiện nay Bảo tàng Địa chất đang tiến hành làm các thủ tục cần thiết để xin Chính phủ Việt Nam công nhận khu vực đá bazan ở thác Trinh Nữ là di sản địa chất và tiến hành xây dựng một công viên địa chất tại đây.
Đây cũng là một địa điểm du lịch được tổ chức khai thác và đầu tư tương đối tốt nhất trong vùng.